# Noorda diehlalis
Noorda diehlalis là một loài bướm đêm trong họ Crambidae.